# Issei Takayanagi
Issei Takayanagi (jap. 髙柳 一誠 Takayanagi Issei; ur. 14 września 1986) – japoński piłkarz występujący na pozycji pomocnika. Obecnie występuje w Renofa Yamaguchi FC.

## Kariera klubowa
Od 2004 roku występował w klubach Sanfrecce Hiroszima, Consadole Sapporo, Vissel Kobe, Roasso Kumamoto i Renofa Yamaguchi FC.